# Castillo del Cid (Fortanete)
El castillo del Cid de Fortanete es una zona arqueológica situada en el municipio turolense de Fortanete.

## Historia
El castillo pudo ser fundado en época musulmana, de donde provendría la denominación que lo vincula con las conquistas del Cid en el siglo XI.
Su primera mención documental data, sin embargo, de 1194, en la donación de Villarluengo a la orden del Santo Redentor, siguiendo con la práctica común de donar territorios en el territorio recién conquistado a las órdenes militares que habían cooperado con el rey. Pasó después, sucesivamente, a la del Temple y a la del Hospital, dentro de la encomienda de Cantavieja, primero, y de encomienda de Aliaga después.
Permaneció en poder de la Orden de San Juan del Hospital hasta el siglo XIX. En este siglo fue el castillo fue ocupado por las tropas carlistas y fue escenario de escaramuzas con los liberales.

## Descripción
Es un castillo de pequeñas dimensiones y planta trapezoidal irregular que se adapta al terreno donde fue erigido. La construcción consiste en el cierre del extremo superior de un cerro, mediante la elevación en su frente accesible de paños de muralla, articulados mediante cubos ultrasemicirculares, de los que se conservan tres. Toda la obra es de mampostería trabada con cal.
La cara norte del conjunto está delimitada por el talud natural de roca caliza. En su cara sur se conserva el lienzo de muralla, de 30 metros de largo, que baja escalonado la pendiente. En este lienzo sobresalen los tres torreones de planta ultrasemicircular, abiertos hacia el interior. El superior mide 6 metros de altura y 11,5 de perímetro exterior. El cubo intermedio mide 7,4 metros de alto y sobresale ligeramente de la muralla. Finalmente, el inferior mide 5,5 metros de alto; en su interior se observan pequeños huecos de sección redonda o pentagonal, que denotan la existencia en su momento de alguna escalera o plataforma interior hecha con troncos de madera. El grosor de los muros oscila entre 80 y 95 centímetros.